# Элькабах, Жан-Пьер
Жан-Пьер Элькабах (фр. Jean-Pierre Elkabbach; 29 сентября 1937, Оран, Французский Алжир — 3 октября 2023, XV округ Парижа) — французский журналист.

## Биография
Элькабах родился в Оране в семье евреев. Он начал свою карьеру журналиста в 1960 году как радиокорреспондент в Алжире, но, приняв участие в забастовках в мае 1968 года, был отстранён и отправлен в Тулузу. После этого Элькабах проводил своё время в Бонне, Германия, перед тем как осмелиться пойти на телевидение в 1970 году. С 1993 по 1996 годы он занимал пост президента главных телеканалов Франции — France 2 и France 3, с 1999 по 2009 — президент телевизионной станции «Public Sénat», с 2005 по 2008 — руководитель радиостанции Europe 1. Элькабах брал интервью у различных международных литераторов, политических лидеров, интеллектуалов и историков.

## Работы

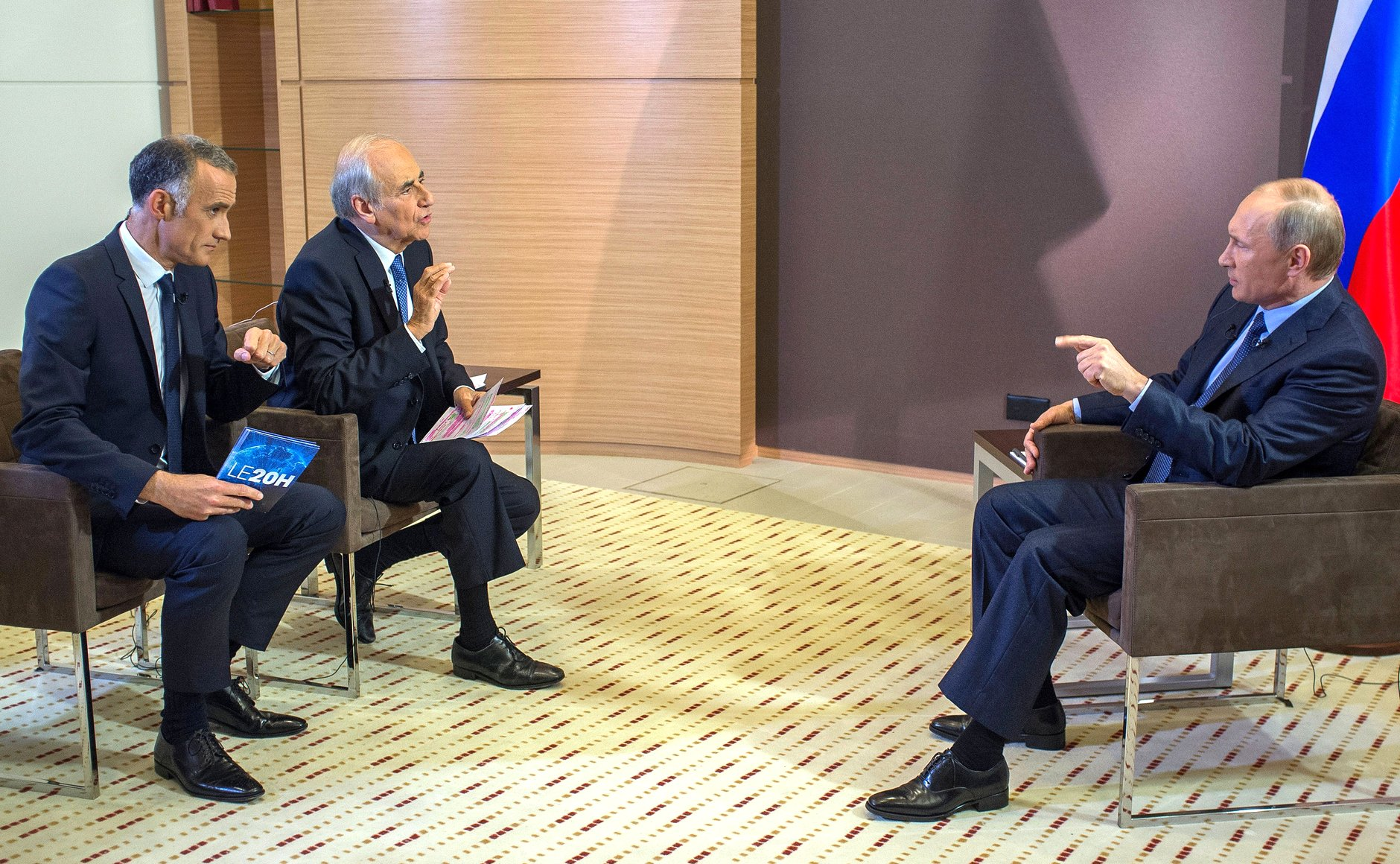
Во время записи интервью французским СМИ. Президент России Владимир Путин с Жилем Було, телеканал TF 1 (слева), и Жан-Пьером Элькабахом, радиостанция «Европа-1»

### Книги
- Passion et longueur de temps (неопр.). — Fayard, 1989. — ISBN 2-213-02330-1. (с Эдурдом Балладюром)
- Taisez-vous Elkabbach ! (неопр.). — Éditions Flammarion, 1992. — ISBN 2-08-064421-1. (с Николь Авриль)
- 29 mois et quelques jours (неопр.). — Éditions Grasset, 1997. — ISBN 2-246-54341-X.

### Телевидение
- François Mitterrand: conversations avec un président, документальный фильм, показанный на телеканале France 2 в мае 2001 года в пяти эпизодах.